# Nicola Cheung
Nicola Cheung Sun Yuet (chinesisch 張燊悅 / 张燊悦, Pinyin Zhāng Shēnyuè, kantonesisch Cheung Sun Yuet; geb. 31. Mai 1976 in Hongkong) ist eine chinesische Schauspielerin und Sängerin.
Cheung machte 1997 an der Hong Kong University ihren Bachelor of Laws. Von 1998 bis 2005 spielte sie in TV- und Kinoproduktionen. 2007 heiratete Cheung den Hongkonger Politiker Jeremy Young (楊哲安 Young Chit-on). Das Paar bekam vier Töchter in 2009, 2010, 2014 und 2018.

## Filmografie

### Fernsehserien
- 1998, Dragon Love (人龍傳說), Prinzessin Sun Yuet (新月公主)
- 1998, Feminine Masculinity 《先生貴性), Sardonna Fong (方思虹)
- 2000, Ups and Downs (無業樓民), Ling  (孫碧玲)
- 2000, Aiming High (撻出愛火花), Lo Jing Jing (羅晶晶)
- 2000, FM701 (FM701》, Da Bei Ah Un (打比阿銀)
- 2001, Reaching Out (美麗人生), Ko Wai Ting (高慧婷)
- 2002, Feel 100% (百分百感覺), Girl friend in the dream  (夢中情人)

### Filme
- 1997, The Wedding Days (完全結婚手冊), Joyce
- 1997, He Comes From Planet K (戆星先生), Carol
- 1997, Cause We Are So Young (求戀期), Nicola
- 1998, City Of Glass (玻璃之城), Susie
- 2000, Twelve Nights (十二夜), Clara
- 2000, Textiles at Heart (裳在我心間)
- 2002, Interactive Murders (互動殺人事件), Shana
- 2002, Love Is Butterfly (飄忽男女), Funny
- 2003, Autumn Diary (秋天日記), Wing E (穎依)
- 2003, Snow Falling From The Sky Of June (飄雪六月天), Lok Wah (樂華)
- 2004, Magic Kitchen (魔幻廚房), Kwai
- 2004, Stunning Revelation (驚變)
- 2004, Can't Shout Out (無法尖叫), Lan
- 2005, Wait 'Til You're Older (童夢奇緣), Miss Wong
- 2005, Demoniac Flash,  (飄移凶間), Mei
- 2005, It Had to Be You! (後備甜心), Moon
- 2005, Wondrous Bet (魔幻賭船), Mei

## Diskografie
- 2001, 一不小心
- 2001, 再不小心
- 2002, Angel of Mercy